# 贝蒂奥岛

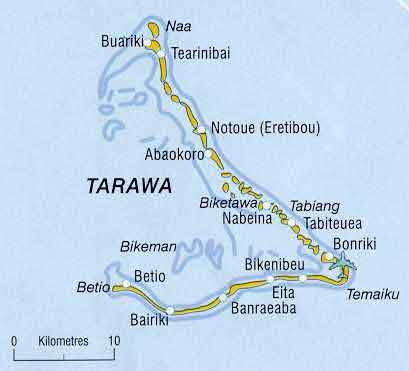

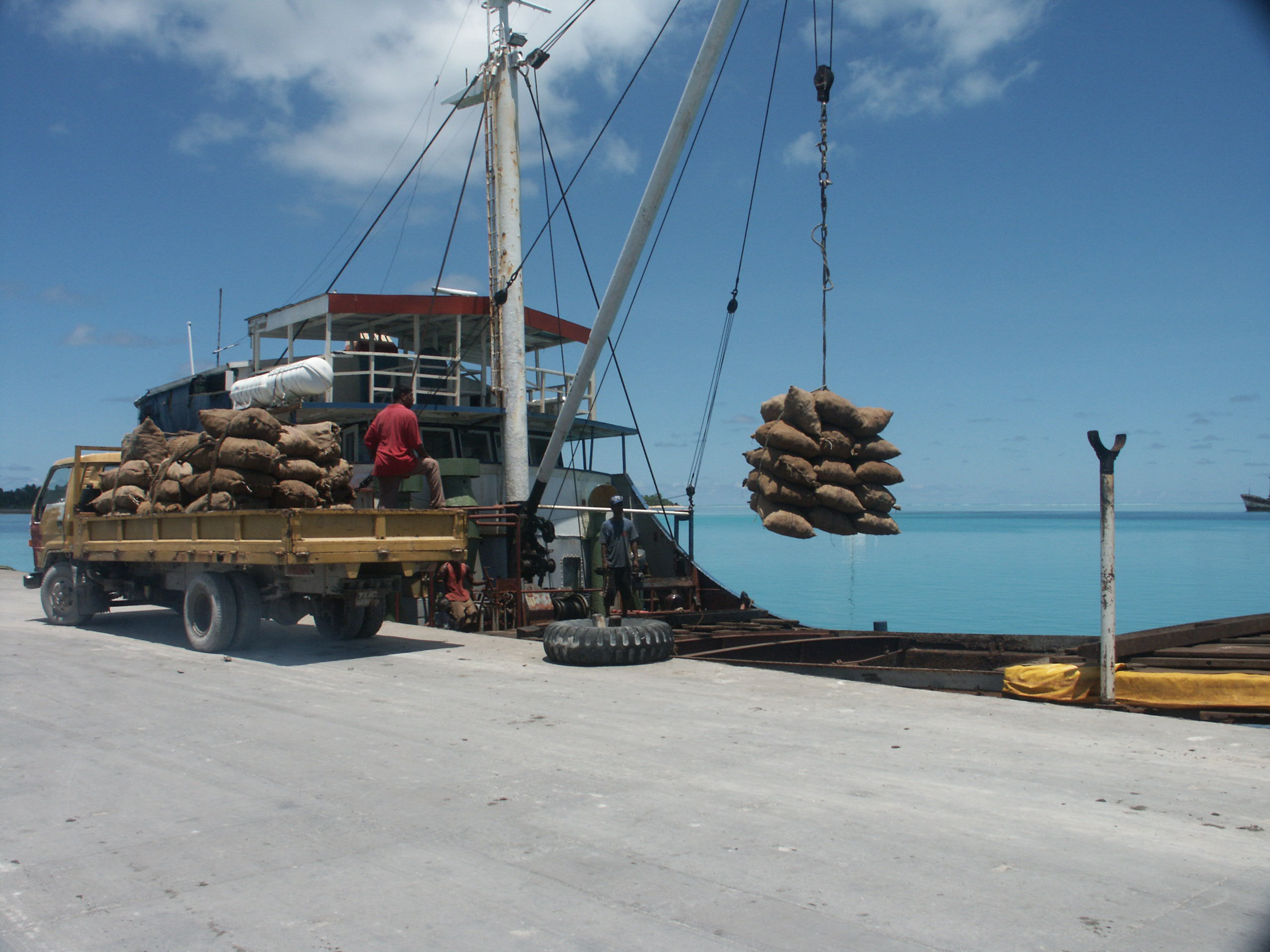
贝蒂奥港

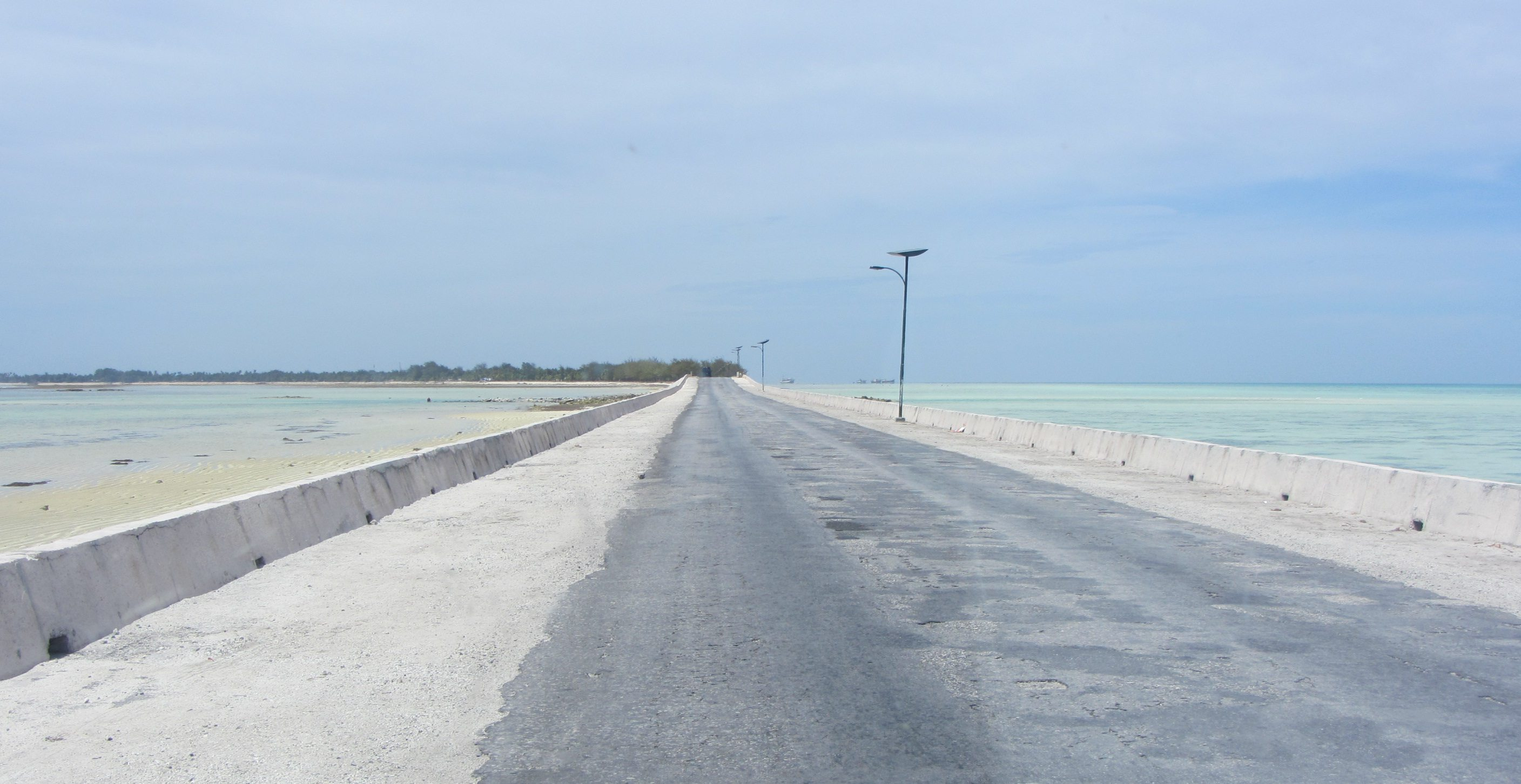
連接拜里基島的堤道

贝蒂奥岛（英語：Betio）是基里巴斯的島嶼，屬於塔拉瓦環礁的一部分，由南塔拉瓦管轄。長4.4公里、寬1.2公里，面積1.67平方公里，2005年人口12,509。
島上有基里巴斯的主要港口和最大的監獄Walter Betio Prison。在塔拉瓦戰役（1943年11月20日至23日）期間，美國海軍陸戰隊佔領了島上的霍金斯機場，作為美國空軍空襲日本的馬紹爾群島的基地。
1°21′N 172°56′E / 1.350°N 172.933°E